# Новобикметово
Новобикметово (баш. Яңы Бикмәт) — деревня в Бураевском районе Республики Башкортостан Российской Федерации. Входит в состав Вострецовского сельсовета.

## География

### Географическое положение
Расстояние до:
- районного центра (Бураево): 32 км,
- центра сельсовета (Вострецово): 12 км,
- ближайшей ж/д станции (Янаул): 100 км.

## История
Основана между 1834 и 1859 годами башкирами деревни Бикметово (Старобикметово) Эске-Еланской волости Бирского уезда Оренбургской губернии на собственных вотчинных землях.

## Население
| 2002 | 2009 | 2010 |
| ---- | ---- | ---- |
| 567  | ↘546 | ↘425 |

Согласно переписи 2002 года, преобладающая национальность — башкиры (91 %).

## Религия
В селе строится мечеть.